# Jean-Louis Bagot
Pour les articles homonymes, voir Bagot.
Jean-Louis Bagot, né le 4 juin 1727 à Saint-Brieuc et mort le 28 février 1794 à Saint-Brieuc, a été maire de Saint-Brieuc par trois fois de 1774 à 1776, 1789 et 1790 et député à l'Assemblée législative en 1791.

## Biographie
Il s'était fait remarquer à Brest pour son dévouement pendant l'épidémie de peste, puis en Guinée, au cours d'un voyage, où il se montra courageux et fut blessé dans la cave d'un navire négrier où il était allé soigner des noirs révoltés.
Chirurgien de marine, après avoir obtenu le diplôme de docteur en médecine à Reims en 1762, il s'installe à Saint-Brieuc où les médecins sont rares. Affecté à l'hôpital, il enseigne les premières notions de médecine aux filles du Saint-Esprit. Le roi le fait nommer médecin des épidémies de Bretagne, puis membre associé de l'académie royale de chirurgie de Paris et il se voit décerner une médaille d'or de médecine. Ayant renoncé à la politique, il succombe à une typhoïde.

## Œuvre manuscrite
- Observations médicinales et observations météorologiques effectuées à Saint-Brieuc (de 1772 à 1790).
- Observations économiques et politiques sur le diocèse de Saint-Brieuc de 1778 à 1790).

Ces manuscrits sont conservés aux Archives départementales des Côtes-d'Armor.

## Hommages
Plusieurs villes de Bretagne ont donné son nom à une rue, on peut citer notamment Nantes, Saint-Brieuc, Trégueux.
Il existe ainsi :
- une rue Bagot à Saint-Brieuc ;
- une rue Jean-Louis Bagot à Plérin par décision du conseil municipal en date du 29 mars 2004 ;
- une rue du Docteur-Bagot à Roscoff ;
- C'est par erreur qu'on le prétend né à Trégueux. La place principale de cette commune a reçu son nom par délibération du 18 septembre 1926. Peut-être l'a-t-on confondu avec son frère ou a-t-on voulu honorer la mémoire de l'éminent médecin.

## Famille
Sa fille, Julie Bagot, fondatrice d’un orphelinat, née à Saint-Brieuc le 27 avril 1785, décédée à Saint-Brieuc le 6 septembre 1864, reçu le Prix Montyon de la Vertu en 1832.

### Sources et bibliographie
- Emmanuel Salmon-Legagneur (dir.) et al. (préf. Yvon Bourges, anc. ministre, prés. du conseil régional de Bretagne), Les noms qui ont fait l'histoire de Bretagne : 1 000 noms pour les rues de Bretagne, Spézet, Coop Breizh et Institut culturel de Bretagne, 1997, 446 p. (ISBN 978-2-84346-032-6), p. 39Notice de Claude Berger.
- Régis de Saint-Jouan. Dictionnaire des communes. Département des Côtes-d'Armor. Saint-Brieuc. 1990.
- Jules Lamare. Histoire de la ville de Saint-Brieuc. 1884.
- Jean-Louis Bagot, médecin des "Lumières", par Joseph Legoff, In Société d'émulation des Côtes-d'Armor, CXLI Mémoires de 2012.
- « Jean-Louis Bagot », dans Adolphe Robert et Gaston Cougny, Dictionnaire des parlementaires français, Edgar Bourloton, 1889-1891 [détail de l’édition]